# ریکاردو د لا اسپریلا
ریکاردو د لا اسپریلا (انگلیسی: Ricardo de la Espriella؛ زادهٔ ۵ سپتامبر ۱۹۳۴) سیاستمدار، وکیل و اقتصاددان اهل پاناما است. وی از ۳۱ ژوئیه ۱۹۸۲ تا ۱۳ فوریه ۱۹۸۴ رئیس‌جمهور پاناما بود.